# Crassatelloidea
Super-famille
Familles de rang inférieur
- Crassatellidae

Les Crassatelloidea sont une super-famille de mollusques bivalves.

## Liste des familles
Selon World Register of Marine Species (6 déc. 2020) :
- famille Astartidae d'Orbigny, 1844 (1840)
- famille Crassatellidae Férussac, 1822

Selon ITIS (6 déc. 2020) :
- famille Crassatellidae